# Приморское (Измаильский район)
Приморское (укр. Приморське, рум. Jibrieni) — село в Вилковской городской общине Измаильского района Одесской области Украины. До 2020 года село входило в состав Килийского района. Самый южный курорт Бессарабии.

## Населённый пункт
- В Приморском несколько улиц, часть из них заасфальтирована.
- Население состоит из постоянных жителей, из них большинство — русские и украинцы.
- Государственные учреждения: сельсовет, детский сад, школа, почтовое отделение, больница.
- В 2 километрах от села, на берегу Чёрного моря, находятся базы отдыха, растянувшиеся вдоль линии берега на 6 километров.

## Местность
- Степная местность, характерная Буджаку.
- Много солончаков.
- Село расположено в Дунайском биосферном заповеднике.
- Жебриянская бухта находится на востоке на расстоянии 2 километров, она является частью Чёрного моря.
- На севере на расстоянии 4 километров находится озеро Сасык (Кундук).
- На северо-западе расположен канал Сасык-Дунай на расстоянии 7 километров.
- На западе, юго-западе и юге расположены Стенцивско-Жебриянские плавни. Расстояние от села от 7 километров до 100 метров.
- На юге на расстоянии 10 километров находится нулевой километр реки Дунай.

## Климат
Климат приморский умеренный. Температура зимой −5…-7`C (минимальная −15`C), летом +35…+40`C (максимальная +45`C). Зима малоснежная, без осадков. Лето сухое, время от времени бывают дожди и грозы. Коэффициент увлажнения ≈ 1. Так как село расположено у моря, постоянно дует лёгкий бриз. В настоящее время климат села, как и всего района, изменяется на более сухой и пустынный.

## История
Село было основано в начале XVIII века бежавшими сюда старообрядцами (липованами), так как правившие здесь турки давали поддержку беженцам-старообрядцам и покровительствовали заселению этих земель. Изначально оно называлось Жебрияны. После присоединения Бессарабии и Буджака к Российской империи село стало пограничным, и после расформирования Запорожского войска и уничтожения Запорожской Сечи множество казаков переселилось в дельту Дуная, создав Задунайскую Сечь, а уже оттуда они, со временем, переместились в село. В 1905 году в селе была основана старообрядческая церковь, одна из местных достопримечательностей.
Во время гражданской войны в России южная Бессарабия была оккупирована румынами, вместе с ней в состав Румынии вошло и село. В 1940 году эта территория была возвращена Советскому Союзу и вошла в состав Украинской ССР. Во время Великой Отечественной войны пограничники близ села героически сражались, за первые дни войны даже создав плацдарм на румынском берегу Дуная, чего не было на других участках фронта, однако общее отступление войск вынудило их отойти к Одессе. Село было вновь оккупировано Румынией. Во время Ясско-Кишинёвской операции — наступления советских войск на Германию, на берегу моря в 2 километрах от Приморского 23 августа 1944 года был высажен морской десант.
В 1945 г. Указом ПВС УССР село Жебрияны переименовано в Приморское.
Из характеристики работы инженерной группы Одесской ВМБ ЧФ 30 августа 1944 года, в/ч 49226:

«Инженерная группа… в составе инж.-капитана Турбаевского, 2-х мл. ком-ов и 7-и бойцов 810 отд. инж. роты, имея задание строительства пристани в бухте Жебрияны, за время с 27-го по 30-е августа 1944 г., в напряжённой боевой обстановке произвела огромнейшую работу по оборудованию и разминированию объектов и по восстановлению и строительству мостов и пристани. За короткий промежуток времени проведены следующие конкретные работы:	
1. Разминирована и очищена от проволочных ограждений строительная площадка на берегу моря.
2. Обследованы четыре моста и один разминирован.
3. Мобилизовано население и транспорт близлежащих сёл и деревень в радиусе 25—30 км.
4. Изысканы и завезены на стройплощадку строит. материалы в с. Жебрияны и др. сёлах в радиусе 25—30 км.
5. Организованы строительные работы по восстановлению мостов и строительству пристани.
6. Приняли участие в работе по восстановлению двух мостов общей протяж. 60 п. метров.
7. Строительство пристани и подъездной дороги выполнено на 50 % и полностью обеспечено стр. материалами.

30 августа инж.-капит. Турбаевский получил приказание кап. I-го р. т. Деревянко и вместе с группой выбыл на выполнение нового боевого задания, а строительство пристани передал для окончания с/совету с. Жебрияны и представителям военных властей на месте.	
Старший морской нач-к г. Жебрияны кап. III ранга — Почиковский
30/VIII — 44 г.»

- Фронтовой документ коменданту гор. Жебрияны от 24 августа 1944 года с просьбой об оказании помощи с мобилизацией рабочей силы, транспортом и лесоматериалами инженер-капитану Турбаевскому К. И. в строительстве причала для базирования в Жебриянах боевых кораблей Одесской ВМБ.
- Удостоверение инженер-капитана Турбаевского К. И. от 24 августа 1944 года.
- Характеристика работы инженерной группы Одесской ВМБ ЧФ

## Население и национальный состав
По данным переписи населения Украины 2001 года распределение населения по национальному составу было следующим (в % от общей численности населения):
По Приморскому сельскому совету: общее количество жителей — 1612 чел., из них украинцев — 599 чел. (37,16 %); русские — 986 чел. (61,17 %); молдаване — 14 чел. (0,87 %); болгар — 9 чел. (0,56 %); гагаузов — 4 чел. (0,24 %).
По данным переписи населения Украины 2001 года распределение населения по родному языку было следующим (в % от общей численности населения):
По Приморскому сельскому совету: украинский — 4,43 %; русский — 94,78 %; болгарский — 0,32 %; гагаузский — 0,21 %; молдавский — 0,11 %.

## Топонимика
После основания село называлось Жебрияны (Жебриень, Жубрияны, Жубриень). Такое название дали турки, правившие в то время в Буджаке. Этимологически название восходит к имени Ибрагим.